# أرادو إل الأولى
أرادو إل الأولى (بالإنجليزية: Arado L I)‏ هي طائرة خفيفة، بمقعدين. أنتجت في ألمانيا. من صناعة أرادو للطائرات. كان أول طيران لها في 1929.